# نستور اورتیگوزا
نستور اورتیگوزا (انگلیسی: Néstor Ortigoza؛ زادهٔ ۷ اکتبر ۱۹۸۴) یک بازیکن فوتبال اهل پاراگوئه است.
وی همچنین در تیم ملی فوتبال پاراگوئه بازی کرده‌است.